# Para-orange
Para-orange (även känd som orange yellow S, eller C.I. 15985) är ett petroleumbaserat azofärgämne. Den har en pH-beroende maximal absorption vid cirka 480 nm vid pH 1 och 443 nm vid pH 13, med en skuldra vid 500 nm.:463 När det används som livsmedelsfärgämne betecknas det med E-nummer 110. Det kan också användas som pH-indikator.

## Användning
Para-orange används i livsmedel, kosmetika och mediciner. Det används som ett orange eller gul-orange färgämne.:4  Till exempel används det i godis, desserter, snacks, såser och konserverad frukt.:463–465  Para-orange används ofta i kombination med E123, amarant, för att ge en brun färg i både choklad och karamell.

## Möjliga hälsoeffekter
Det acceptabla dagliga intaget (ADI) är 0–4 mg/kg, enligt både EU:s och WHO/FAO:s riktlinjer.:465 Para-orange anses inte vara cancerframkallande, vara giftig mot generna eller en persons utveckling i de mängder som det används.:465
Para-orange kan eventuellt ge allergiska besvär hos känsliga individer.
En studie gjord år 2007, av McCann et al. där man gav en blandning av azofärgämnen (däribland para-orange) till barn, visade att denna blandning kan ge ökad hyperaktivitet hos vissa barn. I Sverige och övriga EU måste livsmedel som innehåller para-orange märkas med varningstexten "Kan ha en negativ effekt på barns beteende och koncentration". Kravet på märkning gäller dock inte lösgodis eller andra icke-förpackade livsmedel.

## Hälsoskyddsförordningar
"Europaparlamentets och EU-kommissionens direktiv 94/36/EG av den 30 juni 1994 om färgämnen för användning i livsmedel" harmoniserade regler och godkände para-orange för användning i livsmedel i hela Europeiska unionen. Dessförinnan gällde godkänd mängd olika för varje enskilt land, men benämning och sammansättning standardiserades då.
Para-orange godkändes inte i Norge före 2001. Det var då 94/36/EG-direktivet från 1994, inkluderat i EFTA (nuvarande EEC)-regler, trädde i kraft efter år av fördröjningstaktik från norsk sida och en het politisk debatt.
År 2008 uppmanade Food Standards Agency i Storbritannien livsmedelstillverkare att frivilligt sluta använda sex färger i livsmedelstillsatser. Dessa var tartrazin, alluraröd, ponceau 4R, kinolingult WS, sunset yellow och carmoisin (kallad "Southampton 6") senast 2009. Man tillhandahöll även ett dokument för att hjälpa till att ersätta färgerna med andra färger.

## Samhället och kulturen
Sedan 1970-talet och Benjamin Feingolds omtalade förespråkande har det funnits allmän oro för att livsmedelsfärger kan orsaka ADHD-liknande beteende hos barn. Dessa farhågor har fått USA:s FDA och andra livsmedelssäkerhetsmyndigheter att regelbundet granska den vetenskapliga litteraturen. Brittiska FSA beställde en studie av forskare vid University of Southampton om effekten av en blandning av "Southampton 6" och konserveringsmedlet natriumbensoat på barn som konsumerade dessa i drycker. Studien, som publicerades 2007, fann "en möjlig koppling mellan konsumtionen av dessa konstgjorda färger och ett konserveringsmedel som natriumbensoat och ökad hyperaktivitet" hos barnen. Den rådgivande kommittén i FSA som utvärderade studien fastställde också att studiens begränsningar gjorde att resultaten inte kunde extrapoleras till den allmänna befolkningen, och ytterligare tester rekommenderades."
EU, med en starkare betoning på försiktighetsprincipen, krävde märkning och minskade tillfälligt det acceptabla dagliga intaget (ADI) för livsmedelsfärgerna. Brittiska FSA krävde att livsmedelstillverkarna frivilligt drog tillbaka färgämnena. Men 2009 omvärderade EFSA (EU:s livsmedelssäkerhetsorgan) de aktuella uppgifterna. Man fastställde att "de tillgängliga vetenskapliga bevisen inte styrker en koppling mellan färgtillsatserna och beteendeeffekter", och efter ytterligare granskning av uppgifterna återställde EFSA 2014 de tidigare ADI-nivåerna.
Amerikanska FDA gjorde efter publiceringen av Southampton-studien inga ändringar. En allmänhetens framställan 2008 lämnades in via Center for Science in the Public Interest, där man bad FDA att förbjuda flera livsmedelstillsatser. Därefter inledde FDA en granskning av tillgängliga bevis, men man gjorde fortfarande inga ändringar.:2,7